# Stigmatodactylus javanicus
Stigmatodactylus javanicus é uma pequena espécie de orquídea terrestre, ocasionalmente epífita, pertencente à subtribo Acianthinae, originária de Java,  onde cresce em áreas de altitude intermediária ou elevada, geralmente entre dois e três mil metros, podendo chegar até a 3.600 metros, em meio ao musgo do solo de florestas úmidas e nebulosas. São plantas anuais, que secam durante o período mais seco ou quente e voltam a brotar durante o outono e inverno.
Esta espécie tem muito poucas raízes, substituídas por pequenos tubérculos solitários ovoides; os caules são curtos e eretos com uma única folha à meia altura, herbácea, plana e macia; a inflorescência é delicada com apenas uma ou poucas pequenas flores terminais de cores discretas, ressupinadas; os segmentos florais são livres e similares, as sépalas levemente maiores que as pétalas; o labelo é maior que os segmentos restantes, simples, plano, apiculado com calos lamelares  no disco; a coluna é curvada e delicada, sem pé, com antera terminal persistente contendo quatro polínias de cor amarela. Não há notícias de plantas em cultivo.